# Будівництво 509 і ВТТ
Будівництво 509 і ВТТ — підрозділ, що діяв в системі виправно-трудових установ СРСР.
Організований 25.08.51 ;

закритий 29.04.53 (переданий до складу Білоріченського ВТТ).

## Підпорядкування і дислокація
- ГУЛЖДС з 25.08.51;
- ГУЛАГ МЮ з 02.04.53.

Дислокація : тимчасово - ст. Апатити (в р-ні м.Кіровськ);

ст. Титан Кіровської залізниці;

Мурманська область, м.Кіровськ

## Виконувані роботи
- будівництво залізниці Апатити - Кейва - Поной з гілкою до бухти Йоканьга  і залізниці Умбозеро - Лісовий (з 12.10.51 ),
- лісозаготівлі , деревообробка та виробництво будівельних матеріалів,
- швейні та взуттєві підприємства ,
- передбачалося будівництво військово-морських баз в бухті Поной і Йоканьга  в 1953-1955 рр.

## Чисельність з/к
- 12.51 — 814,
- 01.01.52 — 805,
- 01.01.53 — 4856